# Maria Helena Stollenwerk
Maria Helena Stollenwerk (Rollesbroich, 28 november 1852 - Steyl, 3 februari 1900), kloosternaam moeder Josepha, was een Duitse missiezuster. Ze was medestichteres van de Congregatie van de Missiezusters Dienaressen van de Heilige Geest (de "blauwe zusters"), samen met Hendrina Stenmanns en Arnold Janssen, die de stichter was van de Gemeenschap van het Goddelijk Woord (Societas Verbi Divini, SVD), gemeenzaam bekend als de Missionarissen van Steyl.
Stollenwerk werd geboren in het bisdom Aken. Vanaf haar kindertijd voelde zij zich aangetrokken tot het missiewerk. Het was haar wens om Het Evangelie te verkondigen in China. Door de Kulturkampf verhinderd om haar ideaal in Duitsland te verwezenlijken, sloot zij zich in 1882 daarom aan bij het missiehuis in Steyl, een stichting van Arnold Janssen. Zij werkte daar in de keuken. Samen met hem en met Hendrina Stenmanns, die de kloosternaam moeder Maria droeg, stichtte zij in 1889 de congregatie van de Missiezusters Dienaressen van de Heilige Geest. 
Nadat zij in 1894 haar eerste gelofte had afgelegd, werd ze echter niet naar China gezonden. Haar taak lag in Steyl, waar zij de basis moest leggen voor de congregatie waarvan zij moeder-overste werd. Vanaf 1898 tot aan haar dood op 3 februari 1900 behoorde zij bij de tak van de slotzusters, de latere congregatie van de Dienaressen van de Heilige Geest van de Altijddurende Aanbidding (de "roze zusters"). Haar missionaire spiritualiteit had een bijzondere voorliefde tot de Heilige Geest. Als slotzuster verrichtte zij haar missiewerk door voor het Rijk Gods en voor zijn verkondigers te bidden. 
Zuster Maria Helena stierf op 3 februari 1900 aan tuberculeuse hersenvliesontsteking. Zij werd op 7 mei 1995 zalig verklaard door paus Johannes Paulus II. De kerk van het bisdom Roermond viert haar gedachtenis op 28 november.
De eerste stappen voor de zaligverklaring van Hendrina Stenmanns werden al in 1950 gezet. Zij werd op 29 juni 2008 zalig verklaard door paus Benedictus XVI. De kerk van het bisdom Roermond viert haar gedachtenis op 20 mei. 
Pater Arnold Janssen werd op Wereldmissiedag 1975, honderd jaar na de opening van het eerste missiehuis in Steyl, door Paus Paulus VI officieel zalig verklaard. In 2003 vond zijn heiligverklaring door Paus Johannes Paulus II plaats. Op 15 januari wordt zijn gedachtenis gevierd in het bisdom Roermond. 